# David Ryall
David John Ryall (5 de enero de 1935-25 de diciembre de 2014) fue un actor inglés. Participó en series y películas como Goodnight Sweetheart, The Singing Detective, La vuelta al mundo en 80 días y House of Cards.

## Biografía
Nacido en Shoreham-by-Sea, West Sussex, Ryall fue educado en escuelas como Shoreham y Wallington. Recibió una beca para la Real Academia de Arte Dramático en 1962, tiempo durante el cual ganó el Premio Caryl Brahams. 
Ryall tuvo dos hijas y un hijos: Jonathan Ryall (nacido en 1966), y que era director de la banda australiana Glide; Imogen Ryall (que nació en 1967) y es cantante; y Charlie Ryall (que nació en 1986), y que es actriz.
Fue esposo de Gillian Eddison, con quien tuvo sus dos primeros hijos. El matrimonio se separó en 1984. Un año después, se casó con Cathy Buchwald, con quien tuvo a su último hijo, Charlie.
Ryall falleció el 25 de diciembre de 2014 en Londres, a los 79 años.

## Filmografía

### Cine y televisión
- The Dance of Death (1969)
- Black Joy (1977)
- The Elephant Man (1980)
- Jack the Ripper (1988)
- The Woman in Black (1989)
- Wilt (1989)
- Truly, Madly, Deeply (1990)
- The Russia House (1990)
- Shuttlecock (1991)
- Black Beauty (1994)
- Giorgino (1994)
- Carrington (1995)
- Restoration (1995)
- Two Men Went to War (2002)
- Unconditional Love (2002)
- Blackball (2003)
- La vuelta al mundo en 80 días (2004)
- The League of Gentlemen's Apocalypse (2005)
- City of Ember (2008)
- Harry Potter y las Reliquias de la Muerte: parte 1 (2010)
- Hysteria (2011)
- Quartet (2012)
- Mr. Turner (2014)
- Autómata (2014)
- Call the Midwife - temporada 4; episodio 7 (2015)